# История ФК «Ньюкасл Юнайтед» (1997—2007)
Данная статья описывает историю английского футбольного клуба «Ньюкасл Юнайтед». В статье рассказывается об истории клуба в конце двадцатого - начале двадцать первого века.

## Новый кризис: 1997—1999

### Кенни Далглиш

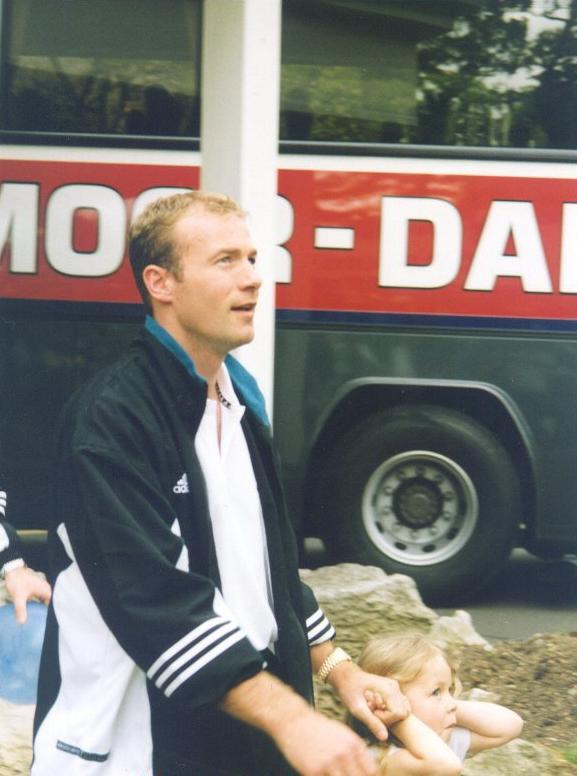
Алан Ширер после финала Кубка Англии 1998

На посту главного тренера Кигана сменил Кенни Далглиш, бывший игрок «Ливерпуля» и одна из его легенд. Он должен был навести порядок в оборонительных рядах «сорок». Но команде не удалось завоевать чемпионство — она вновь финишировала второй, только на этот раз отрыв от лидера был весомее: 7 очков.
В межсезонье «Ньюкасл» покинули Давид Жинола и Лес Фердинанд, перешедшие в «Тоттенхэм Хотспур». К тому же Алан Ширер сломал лодыжку в одном из предсезонных товарищеских матчей, и это вывело его из строя на полгода. Решая кадровые проблемы, Далглиш подписывает голкипера Шея Гивена, грузинского полузащитника Темури Кецбая и нападающего Джона Барнса. Покупка ещё одного форварда, 36-летнего Иана Раша, становится неожиданностью трансферного рынка, а сам футболист — одним из наиболее возрастных приобретений клуба.
«Ньюкасл» успешно квалифицировался в групповой этап Лиги чемпионов, но не смог выйти из группы, заняв лишь третье место, тем самым прекратив своё выступление в Европе. На фоне проигранных матчей выделяется победа над «Барселоной» (3:2), которую принёс хет-трик Фаустино Асприльи. В январе колумбиец тем не менее покинет «сорок». Вернувшийся в основу Ширер так и не смог набрать форму, которую он демонстрировал при Кигане, — нападение оказалось обескровленным, что стало одной из причин неубедительного выступления в Премьер-лиге. В довершение всего «Юнайтед» уступает в финале Кубка Англии «Арсеналу» (0:2) и лишается последней надежды на обретение какого-либо трофея.
Осторожный стиль игры, который привнёс Далглиш, оказался непопулярным в сравнении с предыдущим, более атакующим и непредсказуемым. Но что важнее, этот стиль не давал результатов. Многие игроки, приобретённые Далглишем, так и не стали равноценной заменой тем, кого клуб потерял в межсезонье. И хотя вскоре «Ньюкасл» усилили Кирон Дайер, Нолберто Солано и Гэри Спид, несколько неудачных сделок вкупе с неубедительным стартом нового сезона привели к отставке Далглиша.

### Рууд Гуллит
Рууд Гуллит, выигравший до этого с «Челси» кубок Англии, пришёл на смену Далглишу и должен был вернуть в «Ньюкасл» яркий, атакующий футбол. Команда вновь начала многообещающе и дошла до финала национального кубка. Однако и в этом году «сороки» потерпели поражение — те же 0:2 в игре против «Манчестер Юнайтед». Более того, как и предшественник, Гуллит совершил ряд ошибок при покупке новых игроков (особенно это касается испанского защитника Марселиньо и хорватского форварда Силвио Марича). Но что более важно, он вступил в конфронтацию с некоторыми лидерами, включая Алана Ширера и капитана Роба Ли, который был сердцем команды в течение долгих лет и даже не получил клубного номера. В довершение всего «Ньюкасл» потерпел поражение от своего врага — «Сандерленда» (1:2). Тем не менее, Гуллит сохранил пост, но как только начался новый сезон и последовали те же неубедительные результаты, он всё же был отправлен в отставку.

## Европейская кампания Бобби Робсона (1999—2004)

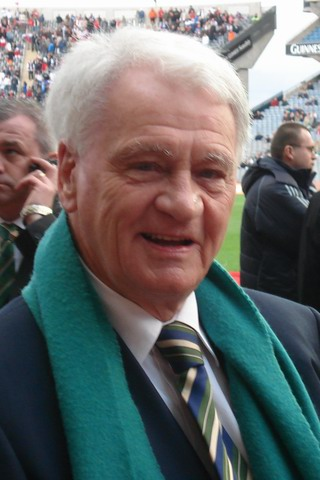
Сэр Бобби Робсон

1. Сэр Бобби Робсон (57%) 
 2. Кевин Киган (30%) 
 3. Джо Харви (9%)
На смену Рууду Гуллиту пришёл один из наиболее опытных британских тренеров, бывший наставник сборной Англии и настоящий джорди сэр Бобби Робсон. Его первой обязанностью, немыслимой ещё несколько лет назад, было удержать «сорок» от вылета из Премьер-лиги. И эта задача была выполнена благодаря элегантному атакующему футболу и возвращению в состав Ширера и Ли.
Первые два сезона под руководством Робсона «Ньюкасл» финишировал в нижней части таблицы. Но в то же время была создана впечатляющая молодая команда, которая в 2001 году дошла до финала Кубка Интертото и уступила французскому «Труа» лишь из-за большего числа мячей, пропущенных дома. Такие игроки, как Кирон Дайер, Крейг Беллами и Лоран Робер доказали своей игрой, что «Ньюкаслу» по силам вернуться в элиту английского футбола. И уже в следующем сезоне 2001/02 годов он занимает четвёртое место в чемпионате, что, по изменённым правилам квалификации в Еврокубки, позволяет участвовать в Лиге чемпионов.
«Ньюкасл» успешно проходит отборочную стадию турнира, но проигрывает три первых матча в своей группе. Но вслед за этим джорди показали свой характер и сначала одолели у себя дома «Ювентус» (1:0) с «Динамо Киев» (2:1), а затем на выезде — «Фейеноорд» (3:2). Примечательно, что победный мяч в игре с голландцами был забит Крейгом Беллами на второй добавленной минуте. Таким образом, «Ньюкаслу» удалось квалифицироваться во второй групповой раунд, где его соперниками стали «Интернационале», «Барселона» и «Байер 04». «Сороки» вновь начали с поражения — 1:4 от «нерадзурри», а Крейг Беллами был удалён уже на пятой минуте за фол против Марко Матерации. Решением дисциплинарной комиссии УЕФА валлиец получил трёхматчевую дисквалификацию. Более того на два матча за похожее нарушение был дисквалифицирован ещё и Алан Ширер. В отсутствие лидеров атаки «Ньюкасл» проигрывает следующий матч «Барселоне» (1:3). Ширер возвращается в четвёртой игре и сразу же делает хет-трик, принося «чёрно-белым» победу над «Байером» — 3:1. Далее следует прекрасное выступление на «Сан-Сиро», которое, тем не менее, заканчивается всего лишь ничьей 2:2. И, наконец, новое поражение от каталонцев (0:2), ставящее крест на всех надеждах джорди. В результате «Ньюкасл» занимает предпоследнее место и вылетает из розыгрыша Лиги чемпионов УЕФА.
Третий квалификационный раунд
| 14 августа 2002 года | \| Железничар \| 0:1 \| Ньюкасл Юнайтед \| \| \| Голы \| Дайер 55′ \| | Грбавица, Сараево |
| Железничар           | 0:1                                                                   | Ньюкасл Юнайтед   |
|                      | Голы                                                                  | Дайер 55′         |

| 28 августа 2002 года                                     | \| Ньюкасл Юнайтед \| 4:0 \| Железничар \| \| Дайер 28′ · Луа-Луа 37′ · Угу Виана 74′ · Алан Ширер 80′ \| Голы \| \| | Сент-Джеймс Парк, Ньюкасл-апон-Тайн |
| Ньюкасл Юнайтед                                          | 4:0 | Железничар                          |
| Дайер 28′ · Луа-Луа 37′ · Угу Виана 74′ · Алан Ширер 80′ | Голы |                                     |

Первый групповой этап (группа E)
| М | Команда         | И | В | Н | П | Мячи   | ±  | О  |
| - | --------------- | - | - | - | - | ------ | -- | -- |
| 1 | Ювентус         | 6 | 4 | 1 | 1 | 12 − 3 | +9 | 13 |
| 2 | Ньюкасл Юнайтед | 6 | 3 | 0 | 3 | 6 − 8  | −2 | 9  |
| 3 | Динамо Киев     | 6 | 2 | 1 | 3 | 6 − 9  | −3 | 7  |
| 4 | Фейеноорд       | 6 | 1 | 2 | 3 | 6 − 8  | −2 | 5  |

И — игры, В — выигрыши, Н — ничьи, П — проигрыши, Мячи — забитые и пропущенные голы, ± — разница голов, О — очки

| 18 сентября 2002 года     | \| Динамо Киев \| 2:0 \| Ньюкасл Юнайтед \| \| Шацких 17′ · Хацкевич 62′ \| Голы \| \| | Олимпийский, Киев |
| Динамо Киев               | 2:0                                                                                    | Ньюкасл Юнайтед   |
| Шацких 17′ · Хацкевич 62′ | Голы                                                                                   |                   |

| 24 сентября 2002 года | \| Ньюкасл Юнайтед \| 0:1 \| Фейеноорд \| \| Себастьян Пардо 4′ \| Голы \| \| | Сент-Джеймс Парк, Ньюкасл-апон-Тайн |
| Ньюкасл Юнайтед       | 0:1                                                                           | Фейеноорд                           |
| Себастьян Пардо 4′    | Голы                                                                          |                                     |

| 1 октября 2002 года | \| Ювентус \| 2:0 \| Ньюкасл Юнайтед \| \| Дель Пьеро 66′, 71′ \| Голы \| \| | Делле Альпи, Турин |
| Ювентус             | 2:0                                                                          | Ньюкасл Юнайтед    |
| Дель Пьеро 66′, 71′ | Голы                                                                         |                    |

| 23 октября 2002 года | \| Ньюкасл Юнайтед \| 1:0 \| Ювентус \| \| Гриффин 62′ \| Голы \| \| | Сент-Джеймс Парк, Ньюкасл-апон-Тайн |
| Ньюкасл Юнайтед      | 1:0                                                                  | Ювентус                             |
| Гриффин 62′          | Голы                                                                 |                                     |

| 29 октября 2002 года        | \| Ньюкасл Юнайтед \| 2:1 \| Динамо Киев \| \| Спид 58′ · Ширер 69′ (пен.) \| Голы \| Шацких 47′ \| | Сент-Джеймс Парк, Ньюкасл-апон-Тайн |
| Ньюкасл Юнайтед             | 2:1                                                                                                 | Динамо Киев                         |
| Спид 58′ · Ширер 69′ (пен.) | Голы                                                                                                | Шацких 47′                          |

| 13 ноября 2002 года        | \| Фейеноорд \| 2:3 \| Ньюкасл Юнайтед \| \| Бомбарда 65′ · Лурлинг 71′ \| Голы \| Беллами 45+1′, 90+1′ · Угу Виана 49′ \| | Де Кёйп, Роттердам                   |
| Фейеноорд                  | 2:3 | Ньюкасл Юнайтед                      |
| Бомбарда 65′ · Лурлинг 71′ | Голы | Беллами 45+1′, 90+1′ · Угу Виана 49′ |

Второй групповой этап (группа А)
| М | Команда         | И | В | Н | П | Мячи    | ±   | О  |
| - | --------------- | - | - | - | - | ------- | --- | -- |
| 1 | Барселона       | 6 | 5 | 1 | 0 | 12 − 2  | +10 | 16 |
| 2 | Интернационале  | 6 | 3 | 2 | 1 | 11 − 8  | +3  | 11 |
| 3 | Ньюкасл Юнайтед | 6 | 2 | 1 | 3 | 10 − 13 | −3  | 7  |
| 4 | Байер 04        | 6 | 0 | 0 | 6 | 5 − 15  | −10 | 0  |

И — игры, В — выигрыши, Н — ничьи, П — проигрыши, Мячи — забитые и пропущенные голы, ± — разница голов, О — очки

| 27 ноября 2002 года | \| Ньюкасл Юнайтед \| 1:4 \| Интернационале \| \| Солано 72′ \| Голы \| Морфео 2′ · М. Альмейда 35′ · Креспо 45′ · Рекоба 81′ \| | Сент-Джеймс Парк, Ньюкасл-апон-Тайн                   |
| Ньюкасл Юнайтед     | 1:4 | Интернационале                                        |
| Солано 72′          | Голы | Морфео 2′ · М. Альмейда 35′ · Креспо 45′ · Рекоба 81′ |

| 11 декабря 2002 года                      | \| Барселона \| 3:1 \| Ньюкасл Юнайтед \| \| Дани Гарсия 7′ · Клюйверт 34′ · Мотта 58′ \| Голы \| Амеоби 24′ \| | Камп Ноу, Барселона |
| Барселона                                 | 3:1 | Ньюкасл Юнайтед     |
| Дани Гарсия 7′ · Клюйверт 34′ · Мотта 58′ | Голы | Амеоби 24′          |

| 18 февраля 2003 года | \| Байер-04 \| 1:3 \| Ньюкасл Юнайтед \| \| Франса 26′ \| Голы \| Амеоби 15′, 16′ · Луа-Луа 32′ \| | БайАрена, Леверкузен          |
| Байер-04             | 1:3                                                                                                | Ньюкасл Юнайтед               |
| Франса 26′           | Голы                                                                                               | Амеоби 15′, 16′ · Луа-Луа 32′ |

| 26 февраля 2002 года      | \| Ньюкасл Юнайтед \| 3:1 \| Байер-04 \| \| Ширер 5′, 11′, 36′ (пен.) \| Голы \| Бабич 73′ \| | Сент-Джеймс Парк, Ньюкасл-апон-Тайн |
| Ньюкасл Юнайтед           | 3:1                                                                                           | Байер-04                            |
| Ширер 5′, 11′, 36′ (пен.) | Голы                                                                                          | Бабич 73′                           |

| 11 марта 2003 года      | \| Интернационале \| 2:2 \| Ньюкасл Юнайтед \| \| Вьери 47′ · Кордоба 61′ \| Голы \| Ширер 42′, 49′ \| | Джузеппе Меацца, Милан |
| Интернационале          | 2:2 | Ньюкасл Юнайтед        |
| Вьери 47′ · Кордоба 61′ | Голы                                                                                                   | Ширер 42′, 49′         |

| 19 марта 2003 года | \| Ньюкасл Юнайтед \| 0:2 \| Барселона \| \| \| Голы \| Клюйверт 60′ · Мотта 75′ \| | Сент-Джеймс Парк, Ньюкасл-апон-Тайн |
| Ньюкасл Юнайтед    | 0:2                                                                                 | Барселона                           |
|                    | Голы                                                                                | Клюйверт 60′ · Мотта 75′            |

В то же время команда поднимается на третье строчку в чемпионате Англии и вновь гарантирует себе выступление в самом престижном клубном турнире Европы. Но кампания 2003/04 оказалась гораздо менее успешной: уже на стадии отбора «Ньюкасл» уступает «Партизану» и вылетает в Кубок УЕФА. Там «сороки» дошли до полуфинала турнира, по пути одолев «НАК Бреда», «Базель», «Волеренга», «Мальорку» и «ПСВ». Единственной преградой, которую не удалось преодолеть, стал «Олимпик Марсель» (0:2 по сумме двух матчей).
Третий квалификационный раунд Лиги Чемпионов УЕФА

| 13 августа 2003 года | \| Партизан \| 0:1 Отчёт Статистика \| Ньюкасл Юнайтед \| \| \| Голы \| Солано 39′ · Состав: Гивен, Гриффин, О’Брайен, Вудгейт, Бернар, Солано, (Дженас 84'), (Луа-Луа 106'), Дайер, Спид, Робер (Амеоби 65'), Ширер, Беллами. \| | Партизан, Белград Зрителей: 32 500 Судья: Владимир Хринак                                                                                              |
| Партизан             | 0:1 Отчёт Статистика | Ньюкасл Юнайтед |
|                      | Голы | Солано 39′ · Состав: Гивен, Гриффин, О’Брайен, Вудгейт, Бернар, Солано, (Дженас 84'), (Луа-Луа 106'), Дайер, Спид, Робер (Амеоби 65'), Ширер, Беллами. |

| 27 августа 2003 года | \| Ньюкасл Юнайтед \| 0:1 (пен. — 3:4) Отчёт Статистика Пенальти \| Партизан \| \| · Ширер · Дайер · Вудгейт · Амеоби · Луа-Луа · Дженас · Хьюз · Состав: Гивен, А. Хьюз, О’Брайен, Вудгейт, Бернар, Солано, (Луа-Луа 106'), Дайер, Спид (Дженас 90'), Угу Виана (Робер 85'), Ширер, Амеоби. \| Голы \| Илиев 50′ · Мальбасса · Надь · Стояновски · Радакович · Илиев · Илич · Чиркович \| | Сент-Джеймс Парк, Ньюкасл-апон-Тайн Зрителей: 37 293 Судья: Ян Вегерееф         |
| Ньюкасл Юнайтед | 0:1 (пен. — 3:4) Отчёт Статистика Пенальти | Партизан                                                                        |
| · Ширер · Дайер · Вудгейт · Амеоби · Луа-Луа · Дженас · Хьюз · Состав: Гивен, А. Хьюз, О’Брайен, Вудгейт, Бернар, Солано, (Луа-Луа 106'), Дайер, Спид (Дженас 90'), Угу Виана (Робер 85'), Ширер, Амеоби. | Голы | Илиев 50′ · Мальбасса · Надь · Стояновски · Радакович · Илиев · Илич · Чиркович |

Первый раунд Кубка УЕФА
| 24 сентября 2003 года | \| Ньюкасл Юнайтед \| 5:0 Статистика \| НАК Бреда \| \| Беллами 31′, 37′ · Брамбл 59′ · Ширер 77′ · Эмброуз 89′ · Состав: Гивен, О’Брайен, А. Хьюз, Брамбл, Бернар (Угу Виана 84'), Дженас, Дайер (Эмброуз 78'), Спид, Робер, Ширер, Беллами (Амеоби 83'). \| Голы \| \| | Сент-Джеймс Парк, Ньюкасл-апон-Тайн Зрителей: 36 007 Судья: Николай Иванов |
| Ньюкасл Юнайтед | 5:0 Статистика | НАК Бреда                                                                  |
| Беллами 31′, 37′ · Брамбл 59′ · Ширер 77′ · Эмброуз 89′ · Состав: Гивен, О’Брайен, А. Хьюз, Брамбл, Бернар (Угу Виана 84'), Дженас, Дайер (Эмброуз 78'), Спид, Робер, Ширер, Беллами (Амеоби 83'). | Голы |                                                                            |

| 15 октября 2003 года | \| НАК Бреда \| 0:1 Статистика \| Ньюкасл Юнайтед \| \| \| Голы \| Робер 86′ · Состав: Харпер, Гриффин, О’Брайен, Брамбл (С. Колдуэлл 79'), Бернар, Солано (Эмброуз 79'), Дженас, Дайер (Луа-Луа 84'), Робер, Угу Виана, Амеоби. \| | Рат Верлег, Бреда Зрителей: 16 400 Судья: Эспер Бернтсен |
| НАК Бреда            | 0:1 Статистика | Ньюкасл Юнайтед |
|                      | Голы | Робер 86′ · Состав: Харпер, Гриффин, О’Брайен, Брамбл (С. Колдуэлл 79'), Бернар, Солано (Эмброуз 79'), Дженас, Дайер (Луа-Луа 84'), Робер, Угу Виана, Амеоби. |

Второй раунд Кубка УЕФА
| 6 ноября 2003 года              | \| Базель \| 2:3 Статистика \| Ньюкасл Юнайтед \| \| Канталуппи 11′ · Чипперфилд 15′ \| Голы \| Робер 14′ · Брамбл 37′ · Амеоби 76′ · Состав: Гивен, О’Брайен, А. Хьюз, Брамбл, Бернар, Солано (Эмброуз 86'), Дженас, Спид, Робер (Угу Виана 90'), Ширер, Амеоби. \| | Санкт-Якоб Парк, Базель Зрителей: 30 000 Судья: Том Хеннинг Эвребё                                                                                                |
| Базель                          | 2:3 Статистика | Ньюкасл Юнайтед |
| Канталуппи 11′ · Чипперфилд 15′ | Голы | Робер 14′ · Брамбл 37′ · Амеоби 76′ · Состав: Гивен, О’Брайен, А. Хьюз, Брамбл, Бернар, Солано (Эмброуз 86'), Дженас, Спид, Робер (Угу Виана 90'), Ширер, Амеоби. |

| 27 ноября 2003 года | \| Ньюкасл Юнайтед \| 1:0 Статистика \| Базель \| \| Смилянич 14′ (авт.) · Состав: Гивен, О’Брайен, А. Хьюз, Брамбл, Бернар, Дженас, Дайер (Солано 80'), Спид, Робер (Эмброуз 80'), Ширер, Амеоби. \| Голы \| \| | Сент-Джеймс Парк, Ньюкасл-апон-Тайн Зрителей: 40 395 Судья: Кнуд Эрик Фискер |
| Ньюкасл Юнайтед | 1:0 Статистика | Базель                                                                       |
| Смилянич 14′ (авт.) · Состав: Гивен, О’Брайен, А. Хьюз, Брамбл, Бернар, Дженас, Дайер (Солано 80'), Спид, Робер (Эмброуз 80'), Ширер, Амеоби. | Голы |                                                                              |

Третий раунд Кубка УЕФА
| 26 февраля 2004 года | \| Волеренга \| 1:1 Статистика \| Ньюкасл Юнайтед \| \| Р. Норманн 54′ \| Голы \| Беллами 39′ · Состав: Гивен, О’Брайен, А. Хьюз, Брамбл, Бернар, Дженас, Спид, Эмброуз (Дайер 50'), Угу Виана (Робер 74'), Амеоби (Бриджес 74'), Беллами. \| | Уллевол, Осло Зрителей: 17 039 Судья: Гжегож Гилевски |
| Волеренга            | 1:1 Статистика | Ньюкасл Юнайтед |
| Р. Норманн 54′       | Голы | Беллами 39′ · Состав: Гивен, О’Брайен, А. Хьюз, Брамбл, Бернар, Дженас, Спид, Эмброуз (Дайер 50'), Угу Виана (Робер 74'), Амеоби (Бриджес 74'), Беллами. |

| 3 марта 2004 года | \| Ньюкасл Юнайтед \| 3:1 Статистика \| Волеренга \| \| Ширер 20′ · Амеоби 47′, 89′ · Состав: Гивен, О’Брайен, А. Хьюз, Брамбл, Вудгейт, Дженас, Спид, Робер, Бриджес (Бриттэн 76'), Ширер, Беллами (Амеоби 45'). \| Голы \| Хаген 25′ \| | Сент-Джеймс Парк, Ньюкасл-апон-Тайн Зрителей: 38 531 Судья: Эрик Браамхаар |
| Ньюкасл Юнайтед | 3:1 Статистика | Волеренга                                                                  |
| Ширер 20′ · Амеоби 47′, 89′ · Состав: Гивен, О’Брайен, А. Хьюз, Брамбл, Вудгейт, Дженас, Спид, Робер, Бриджес (Бриттэн 76'), Ширер, Беллами (Амеоби 45'). | Голы | Хаген 25′                                                                  |

Четвёртый раунд Кубка УЕФА
| 11 марта 2004 года | \| Ньюкасл Юнайтед \| 4:1 Статистика \| Мальорка \| \| Беллами 67′ · Ширер 71′ · Робер 74′ · Брамбл 84′ · Состав: Гивен, О’Брайен, А. Хьюз, Брамбл, Бернар, Дженас, Дайер (Эмброуз 87'), Спид, Робер, Ширер, Беллами. \| Голы \| Корреа 58′ \| | Сент-Джеймс Парк, Ньюкасл-апон-Тайн Зрителей: 38 012 Судья: Алан Хамер |
| Ньюкасл Юнайтед | 4:1 Статистика | Мальорка                                                               |
| Беллами 67′ · Ширер 71′ · Робер 74′ · Брамбл 84′ · Состав: Гивен, О’Брайен, А. Хьюз, Брамбл, Бернар, Дженас, Дайер (Эмброуз 87'), Спид, Робер, Ширер, Беллами. | Голы | Корреа 58′                                                             |

| 25 марта 2004 года | \| Мальорка \| 0:3 Статистика \| Ньюкасл Юнайтед \| \| \| Голы \| Ширер 46′, 89′ · Беллами 78′ · Состав: Гивен, О’Брайен (Ст. Тейлор 81'), Брамбл, Вудгейт, Бернар, Дженас, Спид (Беллами 77'), Эмброуз, Робер (Угу Виана 66'), Ширер, Амеоби. \| | «Иберостар», Пальма Зрителей: 11 500 Судья: Конрад Плауц |
| Мальорка           | 0:3 Статистика | Ньюкасл Юнайтед |
|                    | Голы | Ширер 46′, 89′ · Беллами 78′ · Состав: Гивен, О’Брайен (Ст. Тейлор 81'), Брамбл, Вудгейт, Бернар, Дженас, Спид (Беллами 77'), Эмброуз, Робер (Угу Виана 66'), Ширер, Амеоби. |

1/4 финала Кубка УЕФА
| 8 апреля 2004 года | \| ПСВ \| 1:1 Статистика \| Ньюкасл Юнайтед \| \| Кежман 15′ \| Голы \| Дженас 45′ · Состав: Гивен, А. Хьюз, Брамбл, Вудгейт, Бернар, Дженас, Спид, Эмброуз, Робер, Ширер (Амеоби 90'), Беллами. \| | Филипс, Эйндховен Зрителей: 35 000 Судья: Жиль Вессьер                                                                   |
| ПСВ                | 1:1 Статистика | Ньюкасл Юнайтед |
| Кежман 15′         | Голы | Дженас 45′ · Состав: Гивен, А. Хьюз, Брамбл, Вудгейт, Бернар, Дженас, Спид, Эмброуз, Робер, Ширер (Амеоби 90'), Беллами. |

| 14 апреля 2004 года | \| Ньюкасл Юнайтед \| 2:1 Статистика \| ПСВ \| \| Ширер 1′ · Спид 66′ · Состав: Гивен, А. Хьюз, Брамбл(О’Брайен 78'), Вудгейт, Бернар, Дженас, Спид, Эмброуз (Амеоби 81'), Робер (Угу Виана 90'), Ширер, Беллами. \| Голы \| Кежман 52′ (пен.) \| | Сент-Джеймс Парк, Ньюкасл-апон-Тайн Зрителей: 50 083 Судья: Мануэль Энрике Мехуто Гонсалес. |
| Ньюкасл Юнайтед | 2:1 Статистика | ПСВ                                                                                         |
| Ширер 1′ · Спид 66′ · Состав: Гивен, А. Хьюз, Брамбл(О’Брайен 78'), Вудгейт, Бернар, Дженас, Спид, Эмброуз (Амеоби 81'), Робер (Угу Виана 90'), Ширер, Беллами. | Голы | Кежман 52′ (пен.)                                                                           |

1/2 финала Кубка УЕФА
| 22 апреля 2004 года                                                                                              | \| Ньюкасл Юнайтед \| 0:0 Статистика \| Олимпик Марсель \| \| Состав: Гивен, О’Брайен, А. Хьюз, Вудгейт, Бернар, Спид, Эмброуз, Робер, Угу Виана, Ширер, Амеоби (Бриджес 78'). \| Голы \| \| | Сент-Джеймс Парк, Ньюкасл-апон-Тайн Зрителей: 52 004 Судья: Валентин Иванов |
| Ньюкасл Юнайтед                                                                                                  | 0:0 Статистика | Олимпик Марсель                                                             |
| Состав: Гивен, О’Брайен, А. Хьюз, Вудгейт, Бернар, Спид, Эмброуз, Робер, Угу Виана, Ширер, Амеоби (Бриджес 78'). | Голы |                                                                             |

| 6 мая 2004 года | \| Марсель \| 2:0 Статистика \| Ньюкасл Юнайтед \| \| Дрогба 18′, 82′ \| Голы \| Состав: Гивен, О’Брайен, А. Хьюз,, Брамбл, Бернар, Спид, Эмброуз, Робер, Угу Виана (Бойер 65'), Ширер, Амеоби. \| | Велодром, Марсель Зрителей: 57 500 Судья: Любош Михел                                                          |
| Марсель         | 2:0 Статистика | Ньюкасл Юнайтед                                                                                                |
| Дрогба 18′, 82′ | Голы | Состав: Гивен, О’Брайен, А. Хьюз,, Брамбл, Бернар, Спид, Эмброуз, Робер, Угу Виана (Бойер 65'), Ширер, Амеоби. |

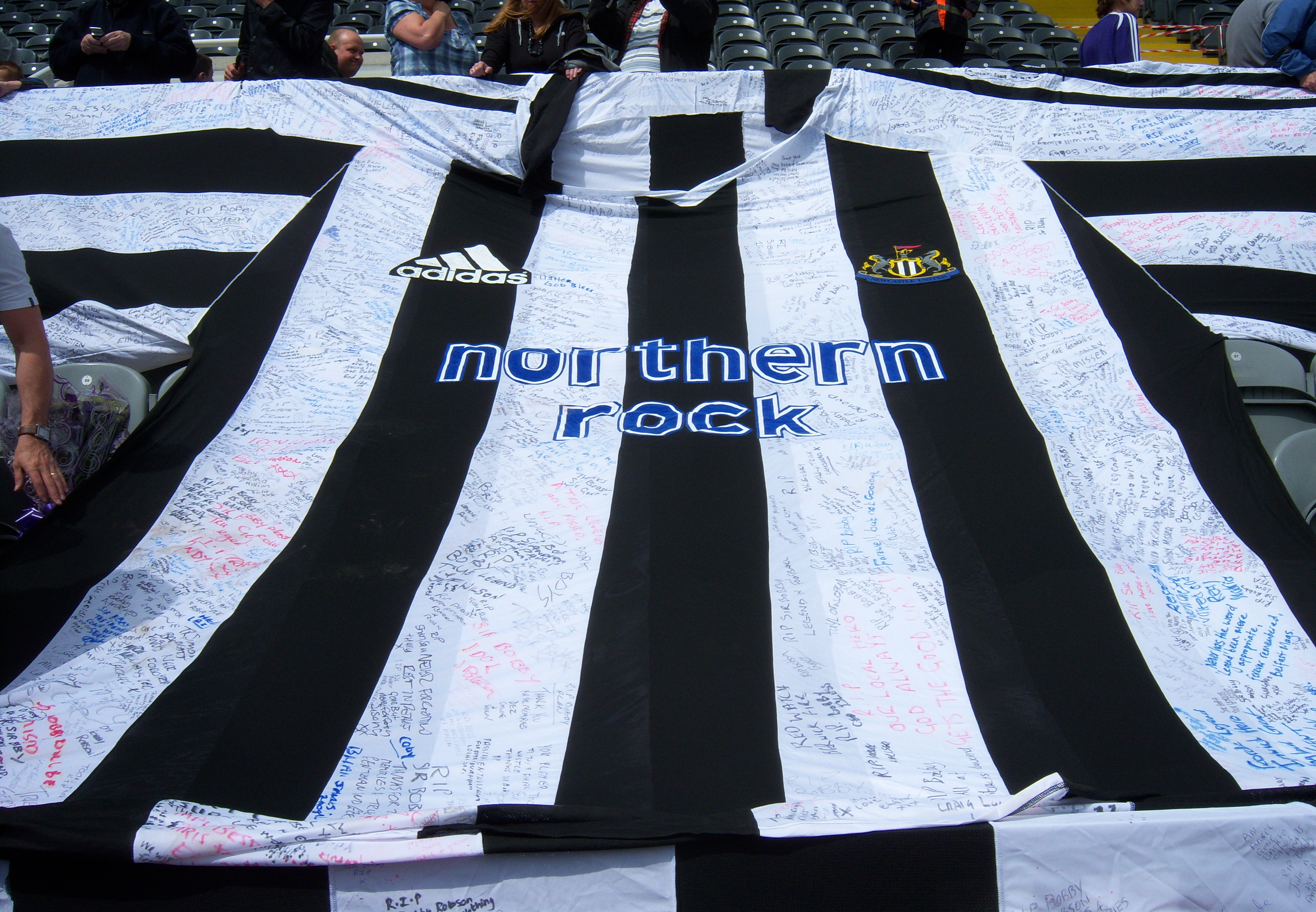
Футболка, символизирующая эпоху Бобби Робсона в «Ньюкасле», с подписями благодарных фанатов

Завершение чемпионата на пятом месте обеспечило «Ньюкаслу» участие и в следующем розыгрыше Кубка УЕФА, однако для многих болельщиков эта новость была, скорее, разочарованием: они надеялись на возвращение в Лигу чемпионов УЕФА.
Начало следующего сезона оказалось неудачным. Атмосфера в команде также была низкая, и в конце концов 30 августа 2004 года, после пяти лет ответственной работы, сэр Бобби Робсон был уволен. Во многом этому способствовали разногласия между тренером и руководством, вызванные покупкой дорогостоящих футболистов без согласия наставника — таких, как Патрик Клюйверт. Робсон хотел видеть в команде молодую «звезду» «Эвертона» и сборной Англии Уэйна Руни, но вместо него был куплен возрастной голландец, который так и не оправдал надежд клуба. Также Робсон был недоволен высокими зарплатами молодых игроков и тем, что они получали все привилегии, не доказав ничего на поле. Как показали события сезона, опасения выдающегося тренера были не напрасны.
К несчастью, 31 июля 2009 года сэр Бобби Робсон скончался в возрасте 76 лет. Это стало трагедией для всей Англии и для Ньюкасла в частности, ведь он был «местным героем, легендой джорди». Сотни болельщиков «Ньюкасла» и жителей города пришли в тот день на «Сент-Джеймс Парк», чтобы почтить его память и поблагодарить за всё, что он для них сделал. «Кевин Киган привнёс яркость, Далглиш — прагматизм, Гуллит, Сунесс и Рёдер — только расстройство. Но сэр Бобби был другим: он вернул Ньюкаслу гордость; гордость — „чёрно-белым“». В ноябре 2009 года несколько британских актёров записали некоммерческую версию песни «Гонки Блэйдона» (англ. Blaydon Races) — национального гимна Тайнсайда и болельщиков «сорок»: часть слов в нём была заменена на эпитафию Бобби Робсону:

И слово Бобби Робсону, герою горожан: / И футбол-мэн, и джентльмен, не знавший слово «сдан». / И в добром слове, и в улыбке, и в битве до конца — / Гордимся мы, что Вы из нас, сэр Бобби. И — пока!
Оригинальный текст (англ.)And now a word for Bobby Robson, hero of the Toon; A football man, a gentleman, who never let we doon; A friendly word, a cheery smile, and brave right to the end; We're proud to say your one of wors, Sir Bob... Auf Wiedersehen.
— актёры комедийно-драматического сериала «Auf Wiedersehen Pet».

Сэр Бобби был одним из самых хороших, заботливых и настоящих людей, кого я знал, — истинный джентльмен джорди! Бесспорно, он был выдающимся тренером; но вместе с тем он очень щедро распоряжался своим временем, энергией на благотворительные дела. Знать его — привилегия.
Оригинальный текст (англ.)Sir Bobby was one of the nicest, most caring and genuine people I ever met —- a real Geordie gentleman. He was, of course, an outstanding coach; but he was also immensely generous with his time and energy across a range of charitable activities. It was a privilege to have known him.
— бывший премьер-министр Великобритании, болельщик «Ньюкасла» Тони Блэр.

## Поиски тренера

### Грэм Сунесс
Сунесс сменил Бобби Робсона 13 сентября, через два дня после встречи «сорок» с бывшим клубом Сунесса, «Блэкберн Роверс». Под руководством нового тренера «Ньюкасл» показал ряд хороших результатов, но потом опустился в середину турнирной таблицы, где и оставался до конца сезона. Этот факт вкупе с несколькими серьёзными скандалами деморализовали команду.

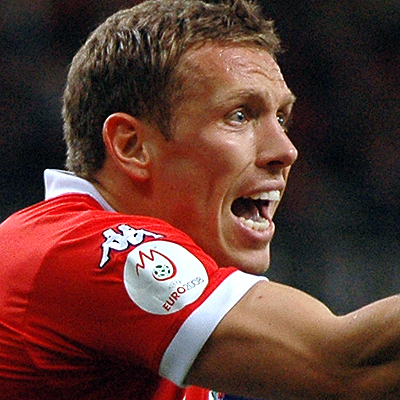
«Беллами — великолепный игрок с необычным, непредсказуемым характером», — Бобби Робсон.

Крейг Беллами — один из лидеров атаки — был отдан в аренду в «Селтик» после того, как Сунесс узнал, что валлиец рассказывал одноклубникам о планах симулировать травму (причина — нежелание играть на позиции правого полузащитника, куда его хотел поставить тренер). Алан Ширер поддержал требование Сунесса о том, чтобы Беллами извинился перед товарищами, но тот отказывался слушать. В результате даже болельщики, недовольные слабой результативностью и обеспокоенные травмой Ширера, начали обсуждать необходимость ухода Беллами.
В ноябре 2004 года управляющий клубом Фредди Шеппард вновь вызвал полемику, заявив, что «элитные» клубы Премьер-лиги не должны помогать деньгами остальным участникам первенства. Эти слова, сказанные представителем «Ньюкасла», чьи финансовые дела оставляли желать лучшего, были насколько глупыми, настолько и неожиданными.
В апреле 2005 Кирон Дайер и Ли Бойер стали участниками драки в матче Премьер-лиги против «Астон Виллы» (позднее Шеппард назовёт этот день «самым чёрным днём»). Бойер был оштрафован на зарплату за шесть недель (около £200.000), а оба игрока получили дисквалификацию. Этот случай оттенил заявление Алана Ширера о том, что он продлил свой контракт ещё на год, — заявление, которое должно было сплотить команду, тренера и болельщиков.
В розыгрыше Кубка УЕФА этого сезона «Ньюкасл» дошёл до 1/4 финала, где его соперником стал «Спортинг Лиссабон». Игра на «Сент-Джеймс Парк» завершилась победой 1:0, однако в гостевом поединке «сороки» уступили 1:4. На той же неделе они встречались с «Манчестер Юнайтед» в полуфинале национального куба. Поражение с тем же счётом — 1:4 — отразило односторонний характер игры. По итогам сезона команда попала в Кубок Интертото, ставший единственным окном «чёрно-белых» в Европу. В ходе этой кампании между Сунессом и Шеппардом возникли противоречия: тренер жаловался, что и без того обескровленный клуб из-за плохой трансферной политики (то есть, отсутствия обещанных приобретений) был просто не готов к переменам. Сунесс также подверг критике тренировочное поле «Ньюкасла», заявив, что именно из-за него в команде так много травм.
Как бы то ни было, клуб занял 14-е место в Премьер-лиге. Болельщикам оставалось лишь вспоминать времена Бобби Робсона, когда «сороки» участвовали в Лиге чемпионов и сражались на равных с клубами «большой четвёрки».
В июле 2005 года начали циркулировать слухи о том, что у «Ньюкасла» может появиться новый владелец. Сэр Джон Холл подтвердил заинтересованность неназванной компании в покупке 28,5 % акций, обладателем которых являлось предприятие Холла. В итоге рыночная стоимость клуба выросла до рекордных за последние четыре года £75.6 миллионов, а интересы потенциальных покупателей консолидировались вокруг Фредди Шеппарда: дойдя до лимита в 29,9 % акций, он получил возможность распоряжаться уже всем «Ньюкаслом». На фоне распространяемых слухов «сороки» вылетели из Кубка Интертото, проиграв «Депортиво Ла-Корунья», и потеряли последний шанс включиться в еврокампанию 2005/06.
После возвращения Крейга Беллами из Глазго выяснялось, что его разногласия с Сунессом и Ширером так и остались нерешёнными. В результате валлиец был продан в «Блэкберна» за £5 миллионов. По ходу летнего трансферного «окна» команду также покинули Патрик Клюйверт, Джермейн Дженас, Аарон Хьюз и Энди О’Брайан. Лоран Робер и Джеймс Милнер были отданы в аренду «Портсмуту» и «Астон Вилле» соответственно. В январе Робер окончательно расстался с клубом, перейдя в «Бенфику». В то же время клуб отметился серьёзными приобретениями, среди которых выделяются Эмре Белозоглу, Скотт Паркер и Крейг Мур. Постоянные травмы и болезни не позволили этим футболистам стать равноценной заменой ушедшим, хотя Эмре поддерживали в Ньюкасле, а Паркер даже выходил на поле с капитанской повязкой. Также в межсезонье 2005/06 за £10 миллионов был приобретён испанский форвард Луке — ещё один неудачный трансфер. Проведя в клубе два года, Луке забьёт всего 3 гола в 21 встрече. Более того, переход Луке (а также переходы Эмре, сенегальца Амди Файе и француза Бумсонга) станут предметом разбирательств на предмет коррупции.

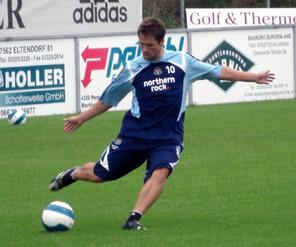
11 травм за 3.5 года так не позволили Оуэну заиграть в «Ньюкасле» по-настоящему.

В августе 2005 года клуб подписал Майкла Оуэна, чей трансфер из «Реал Мадрида» стоил £17 миллионов и стал самым дорогим в истории клуба. Многие восприняли эту новость как откровение, так как даже футболист не скрывал, что хочет продолжить карьеру в родном «Ливерпуле». Перед самым закрытием трансферного рынка «сороки» также вернули в команду Нолберто Солано, который провёл последний год в «Астон Вилле». Правда, спустя некоторое время ветеран «чёрно-белых» окончательно покинет клуб, где он выступал с 1998 года.
Пара нападающих Ширер — Оуэн должна была стать одной из самых «смертоносных» в чемпионате: знакомые ещё со времён ранних выступлений Оуэна за сборную, они были друзьями и вне поля, что дополняло профессионализм обоих. К несчастью, в декабре Майкл Оуэн получил серьёзную травму и выбыл до конца сезона, хотя у него были хорошие шансы стать одним из главных бомбардиров чемпионата. Несмотря на то что Оуэна заменил талантливый воспитанник «сорок» Шола Амеоби, ни он, ни связка Ширера с Луке не показали каких-либо значимых результатов в атаке. А февральское поражение со счётом 0:3 от «Манчестер Сити» поставило крест ещё и на карьере Сунесса как тренера «Ньюкасл Юнайтед».

### Глен Рёдер
После отставки Сунесса временным тренером «Ньюкасла» становится Глен Рёдер, бывший наставник «Уотфорда» и «Вест Хэм Юнайтед», а тогда — директор молодёжной академии «сорок». Помощником Рёдера был объявлен Алан Ширер, который отложил окончание карьеры игрока до конца сезона.
В первой же игре под руководством Рёдера «возродившийся» Ширер забил свой 201-й гол за «Ньюкасл» и побил рекорд Джеки Милберна, став лучшим бомбардиром за всю историю клуба. Несмотря на слухи о том, что наставник «Болтон Уондерерс» Сэм Эллардайс может заменить Рёдера (впрочем, также фигурировали имена Мартина О’Нила и Роберто Манчини), новый тренер поднял команду с 15-го места на 7-е, выиграв девять из четырнадцати матчей Премьер-лиги и квалифицировавшись в Кубок Интертото. Несмотря на вылет из Кубка Англии, Рёдера хвалили и болельщики, и критики — в первую очередь, за неожиданную возможность участвовать в Еврокубках, ведь до его прихода клуб боролся за выживание в Премьер-лиге. Уже в июле 2006-го руководство закономерно подписало с Рёдером двухгодичный контракт.
Приобретя нового постоянного тренера, «Ньюкасл» потерял лидера атаки и капитана Алана Ширера. 17 апреля в победном для «сорок» матче против «Сандерленда» (4:1) нападающий разорвал коленные связки и выбыл за 3 матча до окончания своего последнего сезона в Премьер-лиге. Как сказал футболист, «было бы замечательно сыграть завершающие три игры и уйти победителем в матче против „Челси“… Но уйти в Сандерленде, забив и показав лучший результат за последние 50 лет, — не худший способ попрощаться».
В период межсезонья Рёдер приобретает фаворитов болельщиков Обафеми Мартинса из «Интернационале» и Дэмьена Даффа из «Челси», но разочаровывает джорди отказом от покупки Сола Кэмпбелла и заявлением, что рассчитывает на менее возрастных игроков. Неудачными оказались попытки подписать Дирка Кёйта и Эйдура Гудьонсена, в то время как Антуан Сибьерски и молодой нападающий «Манчестер Юнайтед» Джузеппе Росси успешно присоединились к клубу (экс-манкунианец — на правах четырёхмесячной аренды). Также Рёдер в последний момент блокировал сделку по продаже Джеймса Милнера в «Астон Виллу», чем навлёк на себя гнев наставника «львов» Мартина О’Нила.
После ухода Алана Ширера и травмы Оуэна, которую он получил на Чемпионате мира, команда отчаянно нуждалась в новых талантах, и Рёдер был вынужден искать выход в своей молодёжной академии. Так в основном составе «Ньюкасла» появились воспитанники клуба: 18-летний защитник Дэвид Эдгар и 19-летний полузащитник Мэтти Патиссон. Оба футболиста начали впечатляюще, но, к сожалению для тренера и руководства, так и не стали игроками основного состава.
Несмотря на перспективные приобретения, итоговые результаты сезона 2006/07 оставляли желать лучшего. В розыгрыше национального кубка «Ньюкасл» дошёл только до третьего раунда, где уступил «Бирмингем Сити». Гостевая ничья 2:2, добытая на последних минутах матча, была перекрыта сокрушительным поражением 1:5 на «Сент-Джеймс Парк». «Сороки» также вылетели из розыгрыша Кубка УЕФА на стадии 1/8 финала, но при этом выиграли Кубок Интертото как команда, прошедшая дальше всех из клубов, что квалифицировались в Кубок УЕФА через турнир Интертото. В итоговой таблице Премьер-лиги «Ньюкасл» пришёл к финишу только тринадцатым.
Слухи о растущем недовольстве среди игроков подтвердились, когда сразу несколько футболистов отказались выступать в финальных играх сезона. Несмотря на долгожданное возвращение Майкла Оуэна 30 апреля в матче против «Рединга», игра «чёрно-белых» оставалась неубедительной, и Глен Рёдер ушёл в отставку до окончания сезона. Спустя девять дней после этого было объявлено, что новым тренером «Ньюкасла» станет Сэм Эллардайс.